# El jorobado de Notre Dame (película de 1985)
El jorobado de Notre Dame (The Hunchback of Notre Dame en inglés) es una película animada de 1985 producida por Geoff Collins. La trama es una adaptación de la novela clásica francesa Nuestra Señora de París de Victor Hugo, publicada en 1831, tras una adaptación de Eddy Graham. La película consta de 52 minutos de duración y emplea las voces de Tom Burlinson cómo Quasimodo, Angela Punch McGregor cómo Esmeralda y Ron Haddrick en el papel de Claude Frollo. La película fue producida por Tim Brooke-Hunt para el estudio australiano Burbank Films Australia y originalmente estrenada por televisión. Hoy en día sus másteres forman parte del dominio público.

## Reparto
| Actor                 | Personaje     |
| --------------------- | ------------- |
| Tom Burlinson         | Quasimodo     |
| Angela Punch McGregor | Esmeralda     |
| Ron Haddrick          | Claude Frollo |
| Richard Meikle        |               |
| Phillip Hinton        |               |
| Ric Hutton            |               |

## Víctor Hugo
- Nuestra Señora de París
- Victor Hugo
- Burbank Films Australia